# 江東区 (ソウル特別市)

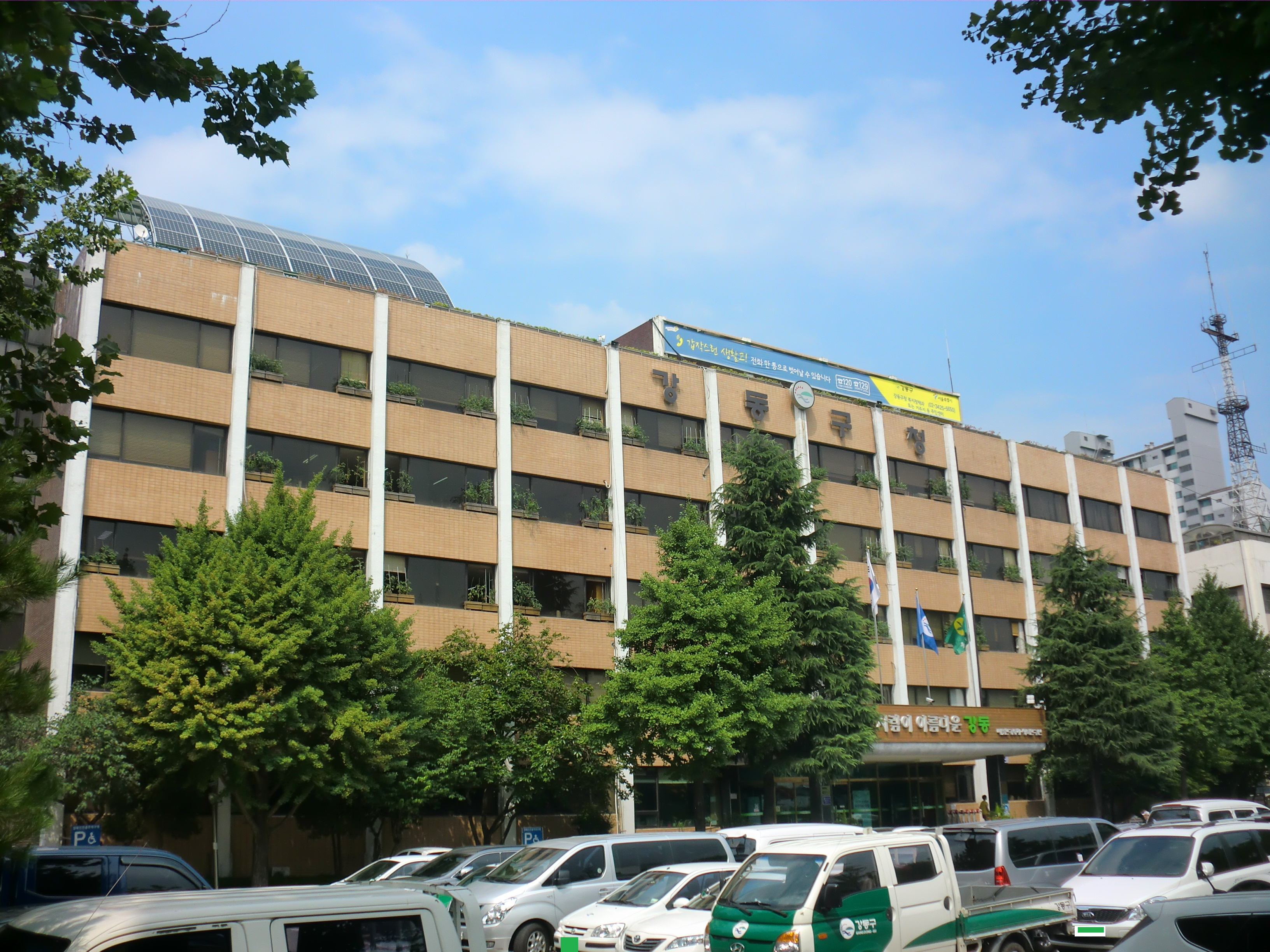
江東区庁

江東区（カンドンく）は、大韓民国ソウル特別市東部にある区である。

## 地理
江東区はソウル特別市の南東部に位置する。
- 山：高徳山（コドクサン）、城山峰（ソンサンボン）、鷹峰（ウンボン）、一字山（イルチャサン）
- 河川：漢江（ハンガン）、高徳川（コドクチョン）、望月川（マンウォルチョン）

### 隣接自治体
- 東・南：京畿道河南市
- 西：広津区、松坡区
- 北：京畿道九里市

## 歴史
- 1979年10月1日 - 江南区から明逸洞、下一洞、上一洞、高徳洞、吉洞、遁村洞、岩寺洞、千戸洞、城内洞、風納洞、松坡洞、巨餘洞、馬川洞、芳荑洞、石村洞、二洞、五禁洞、可楽洞、文井洞、蚕室洞、新川洞、三成洞、三田洞、水西洞、紫谷洞、栗峴洞、長旨洞を分割し、江東区が発足。
- 1988年1月1日 - 可楽洞、巨餘洞、馬川洞、文井洞、芳荑洞、三田洞、石村洞、松坡洞、五禁洞、蚕室洞、長旨洞、風納洞を松坡区へ分区。

## 行政
現在の区長は李海植（이해식、イ・ヘシク、新政治民主連合）。

### 行政区域

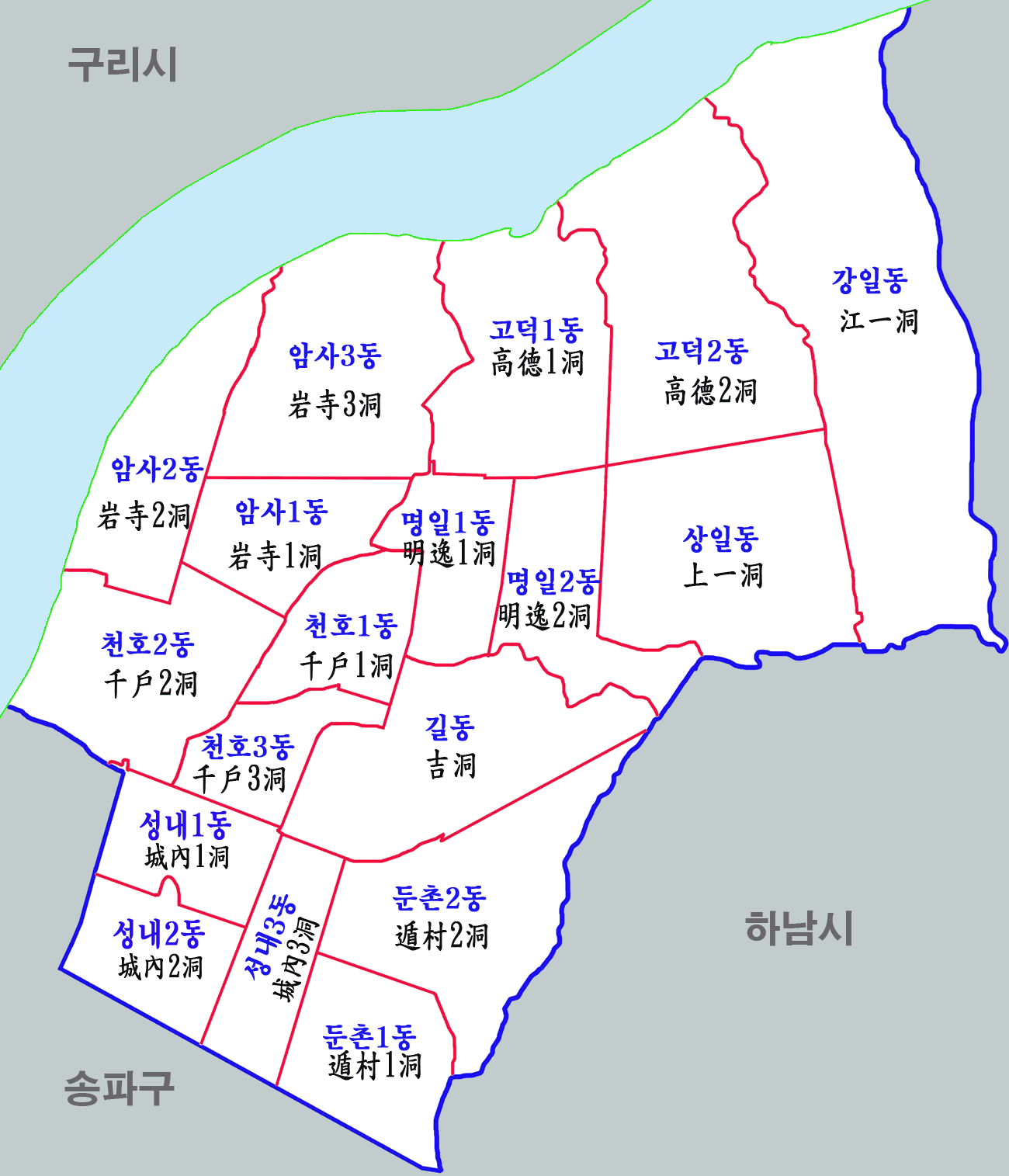
行政区域図

| 行政洞                                | 法定洞 |
| ------------------------------------- | ------ |
| 江一洞（カンイルトン）                | 江一洞 |
| 上一第1洞（サンイルチェイルトン）     | 上一洞 |
| 上一第2洞（サンイルチェイドン）       | 上一洞 |
| 明逸第1洞（ミョンイルチェイルトン）   | 明逸洞 |
| 明逸第2洞（ミョンイルチェイドン）     | 明逸洞 |
| 高徳第1洞（コドクチェイルトン）       | 高徳洞 |
| 高徳第2洞（コドクチェイドン）         | 高徳洞 |
| 岩寺第1洞（アムサジェイルトン）       | 岩寺洞 |
| 岩寺第2洞（アムサジェイドン）         | 岩寺洞 |
| 岩寺第3洞（アムサジェサムドン）       | 岩寺洞 |
| 千戸第1洞（チョノジェイルトン）       | 千戸洞 |
| 千戸第2洞（チョノジェイドン）         | 千戸洞 |
| 千戸第3洞（チョノジェサムドン）       | 千戸洞 |
| 城内第1洞（ソンネジェイルトン）       | 城内洞 |
| 城内第2洞（ソンネジェイドン）         | 城内洞 |
| 城内第3洞（ソンネジェサムドン）       | 城内洞 |
| 吉洞（キルトン）                      | 吉洞   |
| 遁村第1洞（トゥンチョンジェイルトン） | 遁村洞 |
| 遁村第2洞（トゥンチョンジェイドン）   | 遁村洞 |

### 警察
- ソウル江東警察署

### 消防
- 江東消防署

## 教育

### 高等学校
- 江東高等学校（カンドン）
- 江一高等学校（カンイル）
- 広文高等学校（クァンムン）
- 東北高等学校（トンブク）
- 遁村高等学校（トゥンチョン）
- 明逸女子高等学校（ミョンイル）
- 培材高等学校（ペジェ）
- 上一メディア高等学校（サンイル）
- 上一女子高等学校（サンイル）
- ソウルコンベンション高等学校
- 先史高等学校（ソンサ）
- 聖徳高等学校（ソンドク）
- 漢栄高等学校（ハニョン）
- 漢栄外国語高等学校（ハニョン）

### 中学校
- 江東中学校（カンドン）
- 江明中学校（カンミョン）
- 江一中学校（カンイル）
- 高徳中学校（コドク）
- 東北中学校（トンブク）
- 東信中学校（トンシン）
- 遁村中学校（トゥンチョン）
- 明逸中学校（ミョンイル）
- 培材中学校（ペジェ）
- 上一女子中学校（サンイル）
- 城内中学校（ソンネ）
- 聖徳女子中学校（ソンドク）
- 新明中学校（シンミョン）
- 新岩中学校（シナム）
- 千一中学校（チョニル）
- 千戸中学校（チョノ）
- 漢山中学校（ハンサン）
- 漢栄中学校（ハニョン）

### 初等学校
- 江東初等学校（カンドン）
- 江明初等学校（カンミョン）
- 江一初等学校（カンイル）
- 高徳初等学校（コドク）
- 高明初等学校（コミョン）
- 高一初等学校（コイル）
- 吉洞初等学校（キルトン）
- 大明初等学校（テミョン）
- 遁村初等学校（トゥンチョン）
- 明徳初等学校（ミョンドク）
- 明円初等学校（ミョンウォン）
- 明逸初等学校（ミョンイル）
- 妙谷初等学校（ミョゴク）
- 上一初等学校（サンイル）
- 善隣初等学校（ソルリン）
- 先史初等学校（ソンサ）
- 城内初等学校（ソンネ）
- 城一初等学校（ソンイル）
- 新明初等学校（シンミョン）
- 新岩初等学校（シナム）
- 慰礼初等学校（ウィレ）
- 天東初等学校（チョンドン）
- 千一初等学校（チョニル）
- 千戸初等学校（チョノ）
- 漢山初等学校（ハンサン）

## 交通

### 鉄道
- ソウル交通公社
  - 5号線・河南線

（本線）千戸駅 - 江東駅 - 吉洞駅 - クブンダリ駅 - 明逸駅 - 高徳駅 - 上一洞駅
（馬川支線）江東駅 - 遁村洞駅
  - 8号線・別内線

岩寺歴史公園駅 - 岩寺駅 - 千戸駅 - 江東区庁駅
  - 9号線

遁村五輪駅 - 中央報勲病院駅

### 道路
- 高速道路
  - ソウル襄陽高速道路
    - 江一インターチェンジ

  - ソウル外郭循環高速道路
    - 上一インターチェンジ - 江一インターチェンジ
- 大路級
  - オリンピック大路（オルリンピクテロ）
  - 江東大路（カンドンデロ）
  - 漕艇大路（チョジョンデロ）
  - 千戸大路（チョノデロ）
  - 良才大路（ヤンジェデロ）
- 路級
  - 阿利水路（アリスロ）
  - オリンピック路（オルリンピンノ）
  - 九川面路（クチョンミョンノ）
  - 高徳路（コドンノ）
  - 上岩路（サンアムノ）
  - 上一路（サンイルロ）
  - ソンアン路（ソンアンノ）
  - 先史路（ソンサロ）
  - 城内路（ソンネロ）
  - 秦皇島路（チナンドロ）
  - 草広路（チョグァンノ）
  - 千中路（チョンジュンノ）
  - チョントゥル路（チョントゥルロ）
  - 東南路（トンナムノ）
  - 豊山路（プンサンノ）
  - 風城路（プンソンノ）
  - 明逸路（ミョンイルロ）
- 街級
  - 岩寺街（アムサッキル）
  - 千戸イェッ街（チョノイェッキル）

## 観光
- 岩寺先史遺跡

## 姉妹都市
- 豊台区（中華人民共和国北京市） - 1995年8月29日
- ケント（アメリカ合衆国ワシントン州） - 1996年11月15日
- 武蔵野市（日本東京都） - 1997年7月14日
- ソンギノハイルハン区（モンゴル国ウランバートル市） - 1999年10月27日
- 杭州市（中華人民共和国浙江省） - 2000年5月6日
- セゴビア（スペインカスティーリャ・イ・レオン州セゴビア県） - 2000年8月25日
- ロボ（フィリピンバタンガス州） - 2000年10月21日
- 秦皇島市（中華人民共和国河北省） - 2000年11月7日